# Albrechtice (okres Karviná)
Albrechtice (polsky Olbrachcice, německy Albersdorf) jsou obec, která se nachází v okrese Karviná v Moravskoslezském kraji. Žije zde přibližně 3 800 obyvatel. V roce 2021 se 15,7 % obyvatel obce hlásilo k polské národnosti. Obec leží asi 8 km jižně od Karviné.

## Přírodní poměry
Nejvyšším bodem obce je kopec Pastuchovka s 324 m n. m. Obcí protéká řeka Stonávka s pravým přítokem Chotěbuzkou.

## Historie
První písemná zmínka o obci pochází z roku 1447, kdy tam již stál farní kostel. Jméno dostala nejpravděpodobněji po Albrechtovi, podkomořím Těšínského knížectví o němž je zmínka z roku 1322. Roku 1693 prodal František Vilém Larisch ze Lhoty Albrechtice Jindřichu Ferdinandu Larischovi a od té doby se staly součásti karvinského panství. Obec přináležela správně až do roku 1952 do okresu Fryštát, pak do roku 1960 do okresu Český Těšín a od té doby je součásti okresu Karviná.
Roku 1828 byla postavená jednotřídní obecná škola s polským vyučovacím jazykem - škola zde stojí do dnes. O 100 let později byla postavena česká škola. Při sčítání lidu v roce 1850 měly Albrechtice 828 obyvatel. V roce 1869 měla obec 1015 obyvatel. Podle rakouského sčítání lidu v roce 1910 měly Albrechtice 1 355 obyvatel, z toho 1 322 bylo trvale bydlících, 1 316 (99,5%) bylo polsky a 6 (0,5%) německy mluvících, 899 (67%) bylo katolíků, 424 ( 31,8%) evangelíků 11 (0,8%) Židů a 1 osoba měla jiné vyznání . V roce 1914 byla dobudována jednokolejná železniční trať do Českého Těšína a roku 1957 zdvojkolejněná. Téhož roku bylo náhodně objeveno archeologické naleziště v nivě řeky Stonávky s nálezy sahajícími až do 9. století.
Právo užívat znak a vlajku bylo obci uděleno rozhodnutím předsedy Poslanecké sněmovny Parlamentu České republiky dne 21. září 2005.

### Představitelé obce
- Anton Kijanka, starosta
- František Głombek, starosta
- Jan Bartosz, starosta
- Pavel Michejda, starosta
- Josef Głombek, starosta, 1894–1918
- František Głombek, starosta, 1918–1920
- František Grabowski, vládní komisař, 1920–1921
- Jindřich Michnik, vládní komisař, 1921–1924
- František Głombek, starosta, 1924–1928
- Jan Głombek, starosta, 1928–1932
- Silvestr Mikula, starosta, 1933–1938
- Jan Michejda, polský vládní komisař, 1938–1939
- Rudolf Gross, německý starosta, 1939–1945
- Václav Hejra, předseda MNV, 1945
- Jindřich Diviš, předseda MNV, 1945
- Rudolf Łabudek, předseda MNV, 1945–1946
- Jan Kuřec, předseda MNV, 1946–1949
- Rudolf Łabudek, předseda MNV, 1949–1950
- Josef Łabudek, předseda MNV, 1950–1956
- Alfons Mikuła, předseda MNV, 1957
- Jindřich Miczka, předseda MNV, 1957–1971
- Edmund Tomaszek, předseda MNV, 1971–1979
- Vladislav Šipula, předseda MNV, 1979–1988
- Alfréd Smelík, předseda MNV, 1988–1990
- Jiřina Vízdalová, předsedkyně MNV, 1990
- Česlav Valošek, starosta, 1990–1994
- Juraj Legindi, starosta, 1994–2002
- Vladislav Šipula, starosta, 2002–2014
- Jindřich Feber, starosta, 2014

## Obyvatelstvo
V roce 1930 bylo evidováno 1641 obyvatel a 243 domů. Roku 1980 se počet obyvatel zvýšil na 3617 osob a bylo napočteno 1093 bytů; z toho k české národnosti se hlásilo 58 %, k polské 35,5 % a ke slovenské 6,5 % obyvatel.
| Rok            | 1869  | 1880  | 1890  | 1900  | 1910  | 1921  | 1930  | 1950  | 1961  | 1970  | 1980  | 1991  | 2001  | 2011  | 2021  |
| -------------- | ----- | ----- | ----- | ----- | ----- | ----- | ----- | ----- | ----- | ----- | ----- | ----- | ----- | ----- | ----- |
| Počet obyvatel | 1 015 | 1 070 | 1 102 | 1 155 | 1 335 | 1 387 | 1 641 | 1 602 | 2 184 | 2 559 | 3 616 | 3 904 | 4 071 | 3 795 | 3 742 |
| Počet domů     | 159   | 158   | 148   | 154   | 170   | 179   | 243   | 322   | 453   | 518   | 609   | 713   | 755   | 802   | 888   |

## Pamětihodnosti
- Dřevěný kostel svatého Petra a Pavla z r. 1766
- Kostel svatého Petra a Pavla, zděný, vystavěn v letech 1935–1938
- Evangelický kostel, vystavěn v letech 1946–1948, později rozšířen o přístavby
- Dělnický dům, vystavěn roku 1908
- Boží muka z 19. století

## Náboženský život
V Albrechticích sídlí římskokatolická farnost s farním kostelem sv. Petra a Pavla, farní sbor Slezské církve evang. a. v., založený v roce 1950; od státního uznání Apoštolské církve v roce 1989 sídlí v Albrechticích její ústředí.

## Základní sídelní jednotky
Obec je rozdělena do pěti základních sídelních jednotek: Albrechtice, Důlský, Nový Svět II, Pacalůvka I a Pardubice.

## Sportovní kluby
- FK Baník Albrechtice
- Karviná Miners

### Osobnosti
- Franciszek Michejda, senior evangelické církve
- Jan Michejda, právník a politik
- Tadeusz Michejda, architekt
- Rudolf Bubik, biskup Apoštolské církve

## Galerie

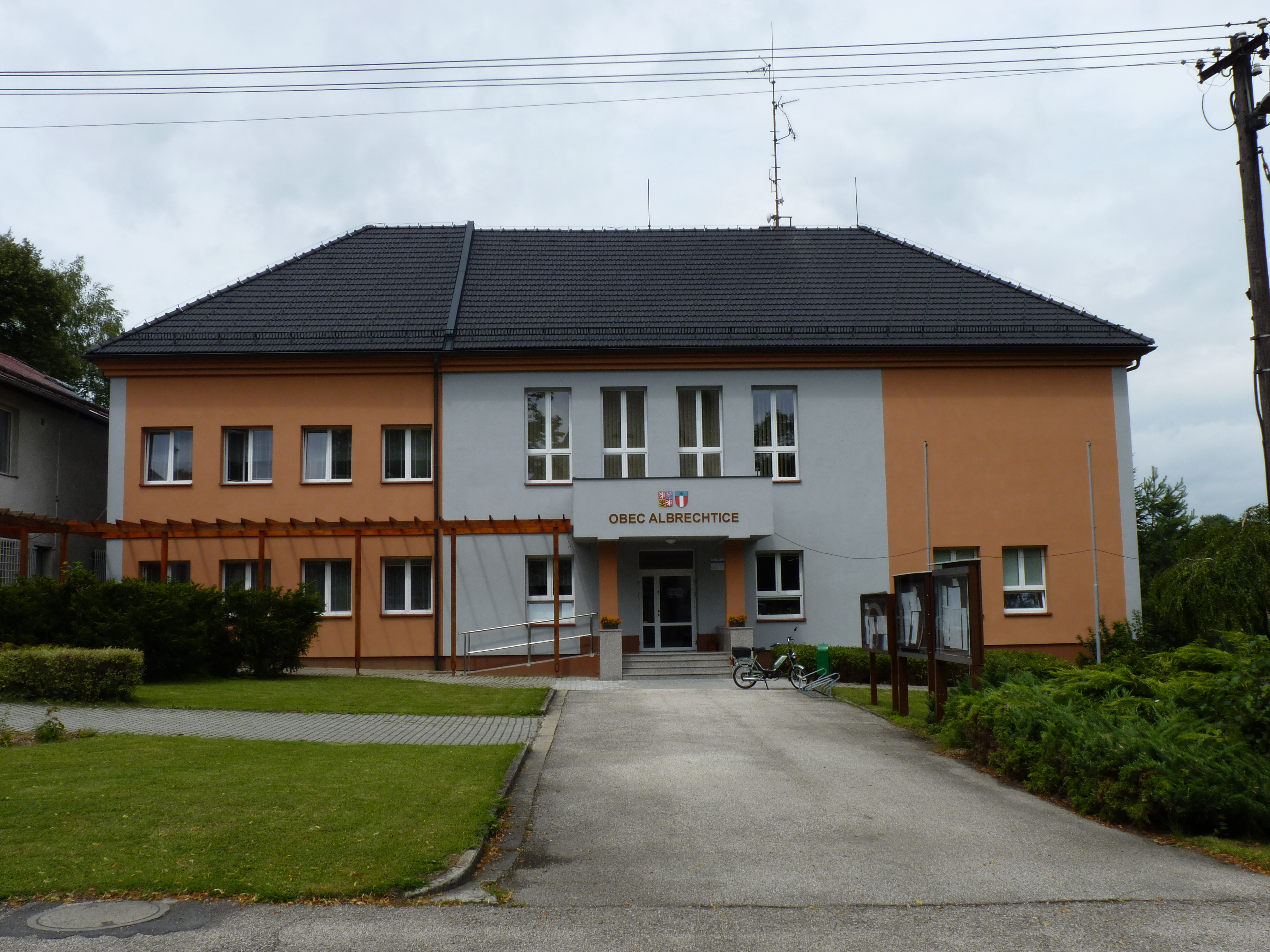
obecní úřad
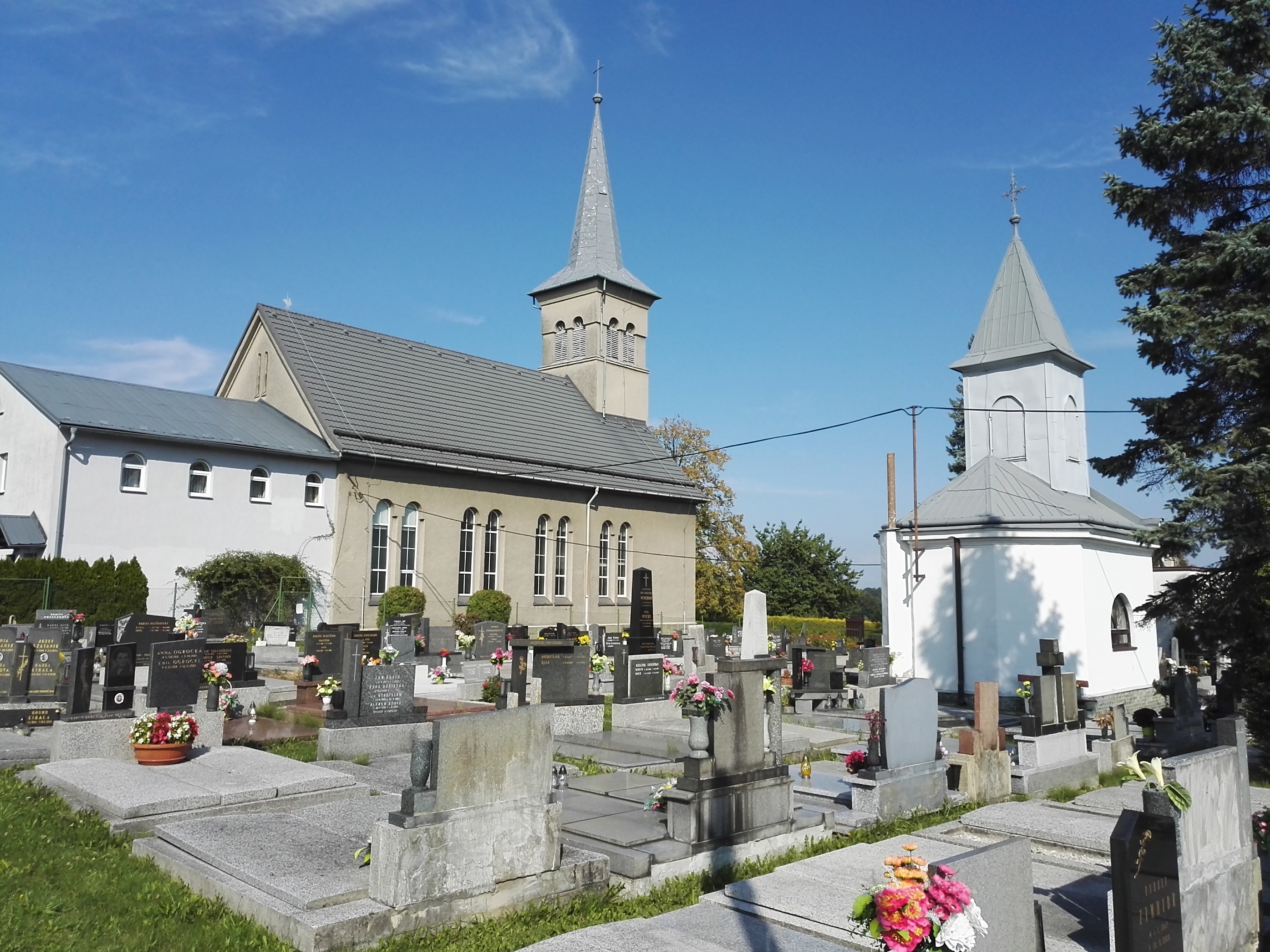
Evangelický kostel se hřbitovem
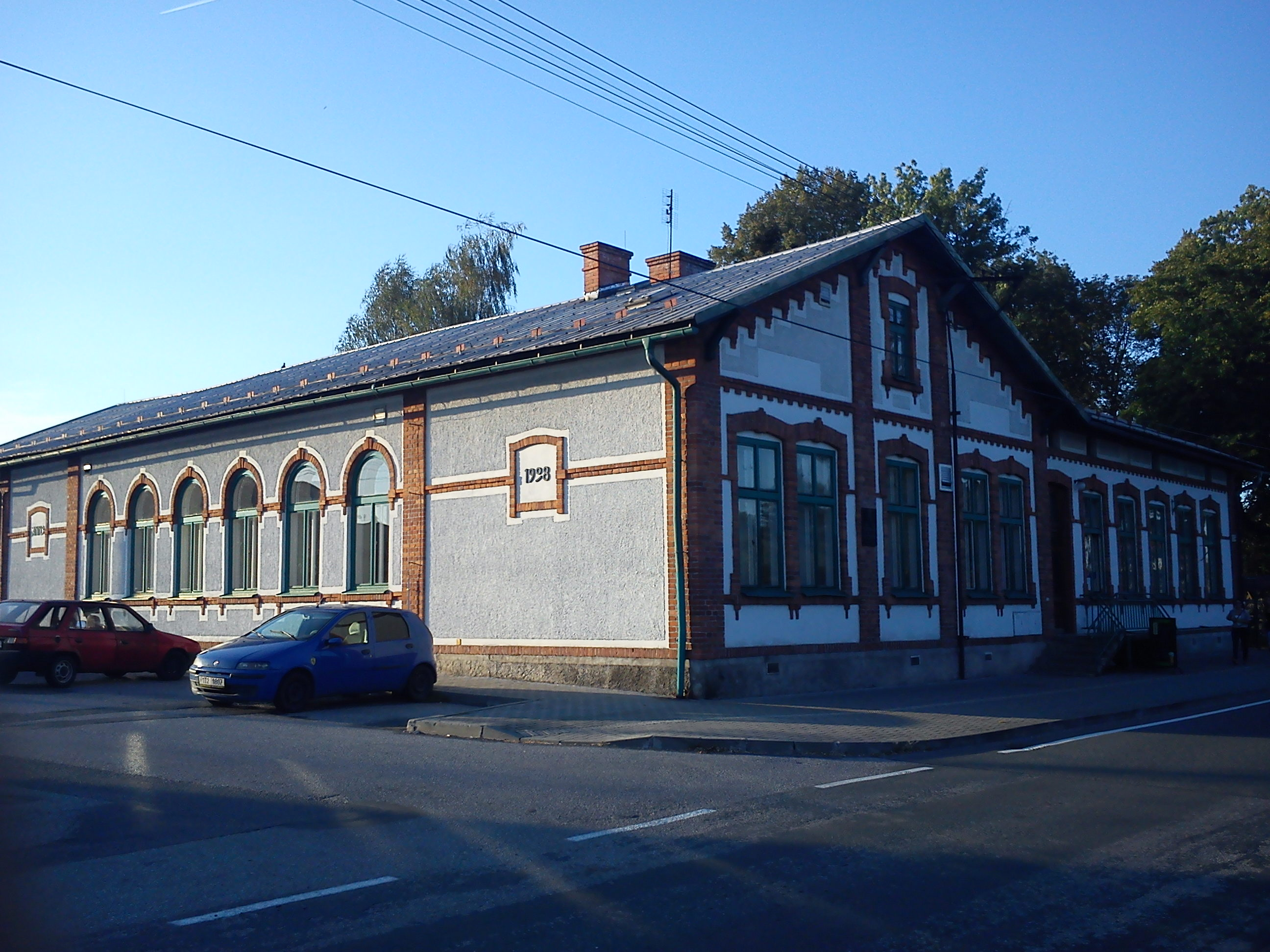
Dělnický dům
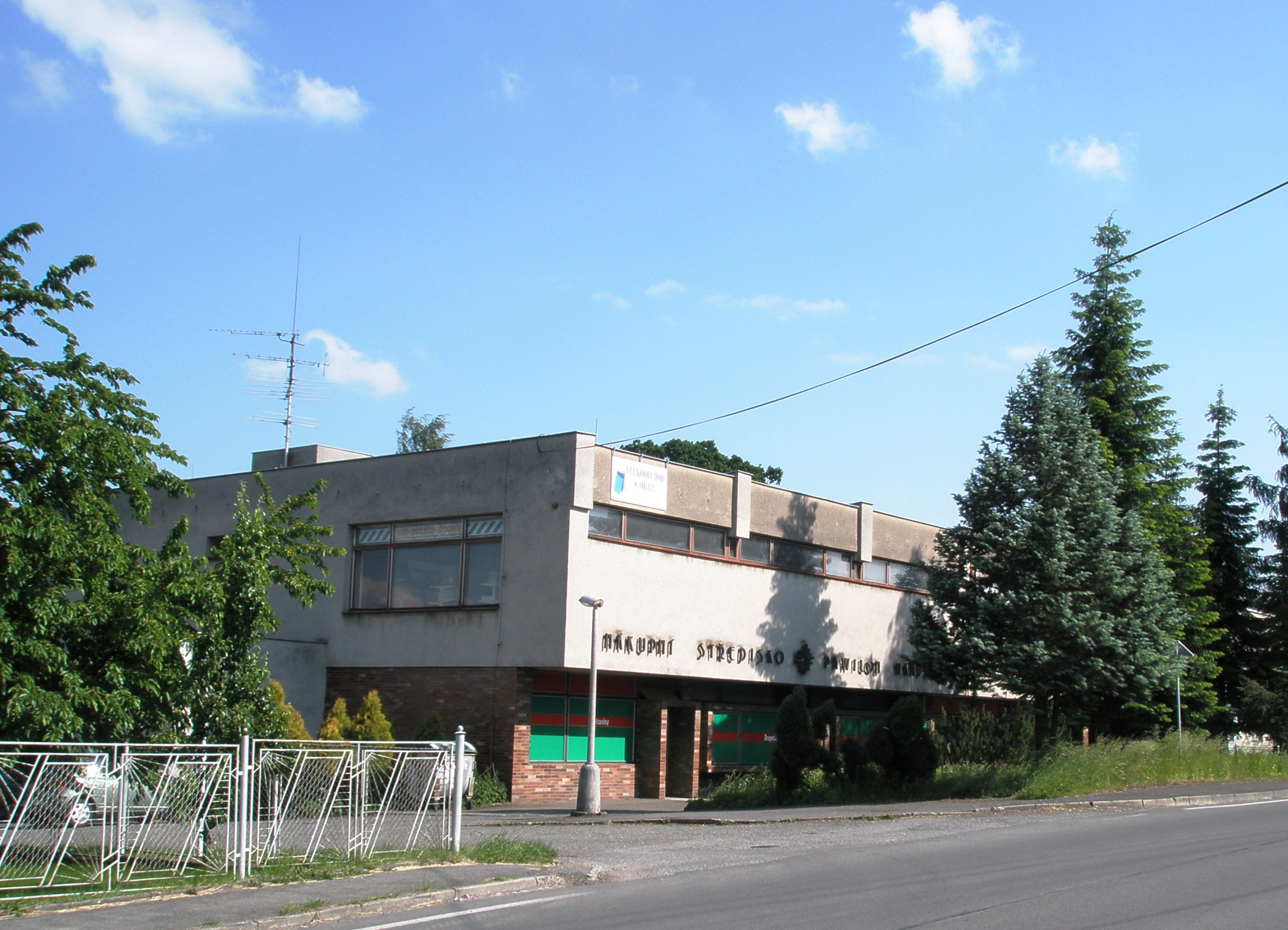
nákupní středisko
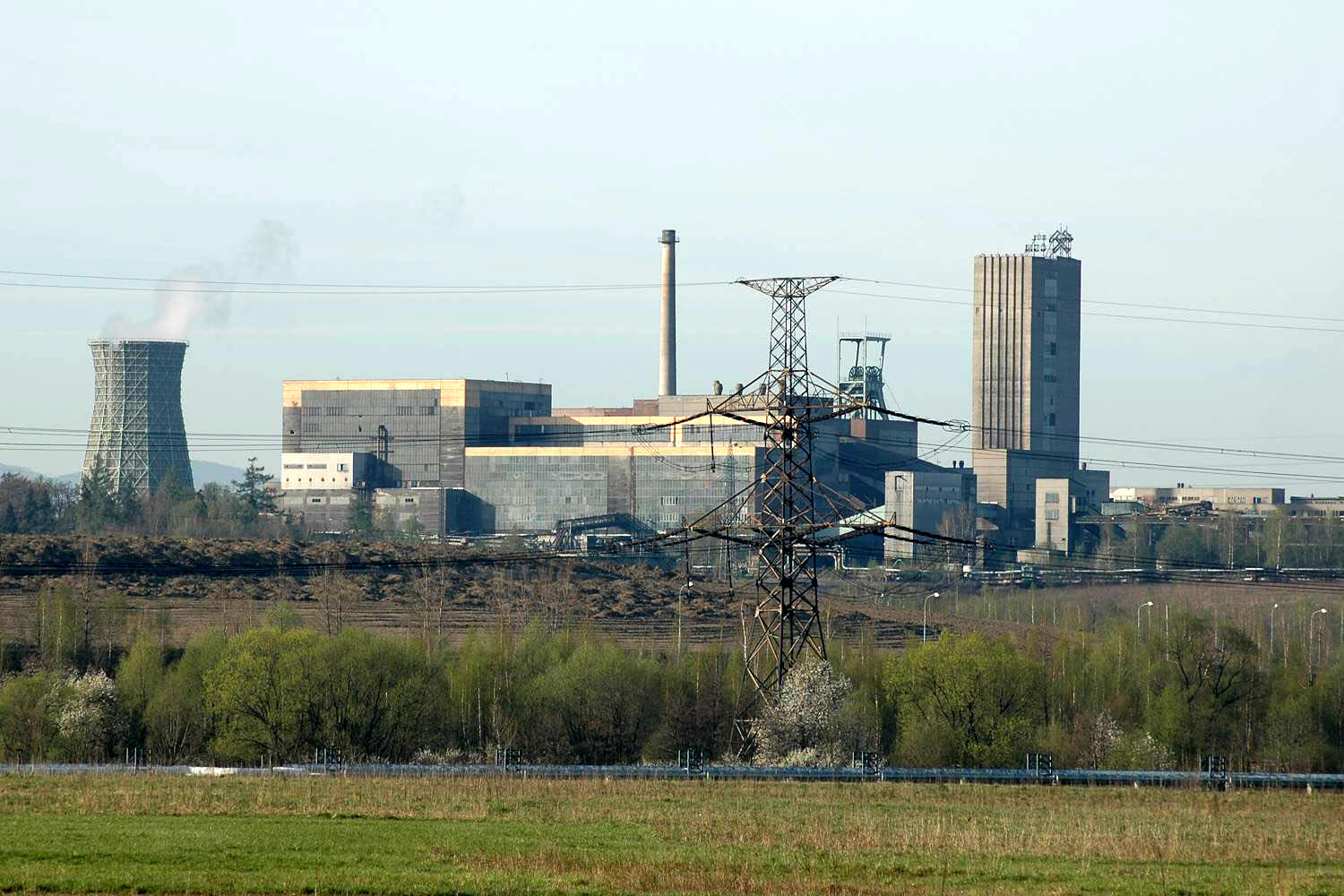
důl ČSM
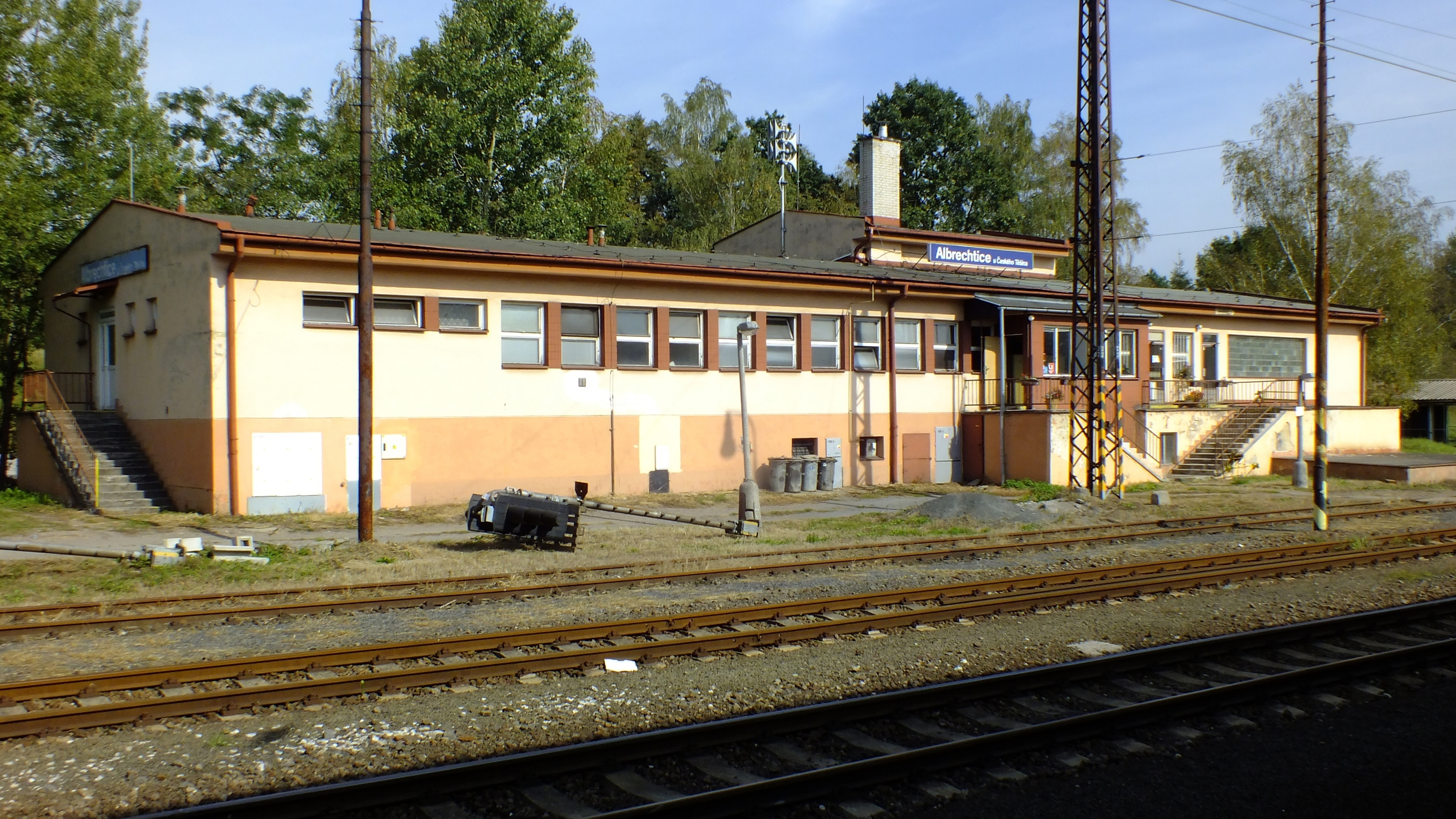
Železniční stanice
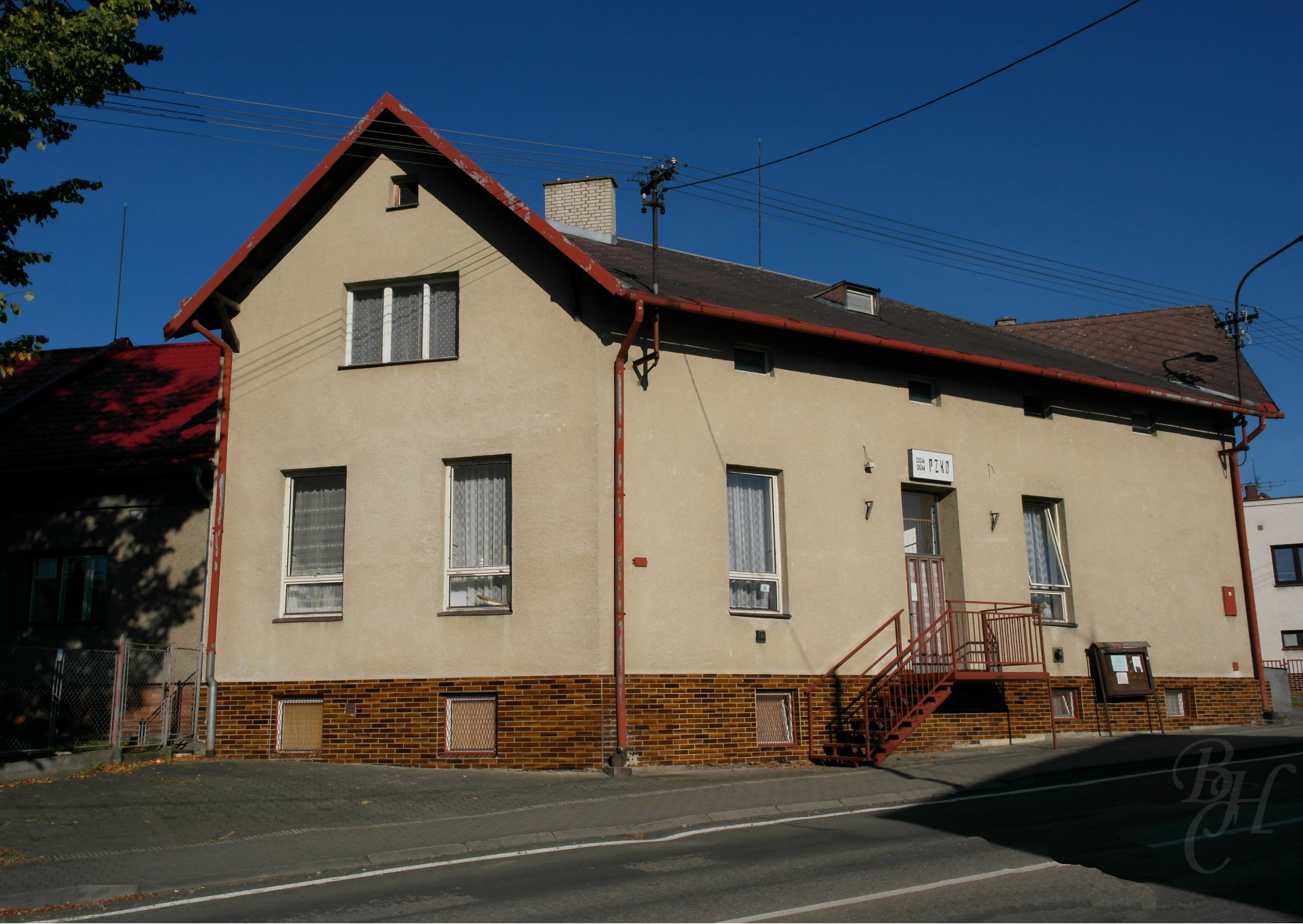
Dům PZKO